# 池水は濁りににごり藤波の影もうつらず雨降りしきる

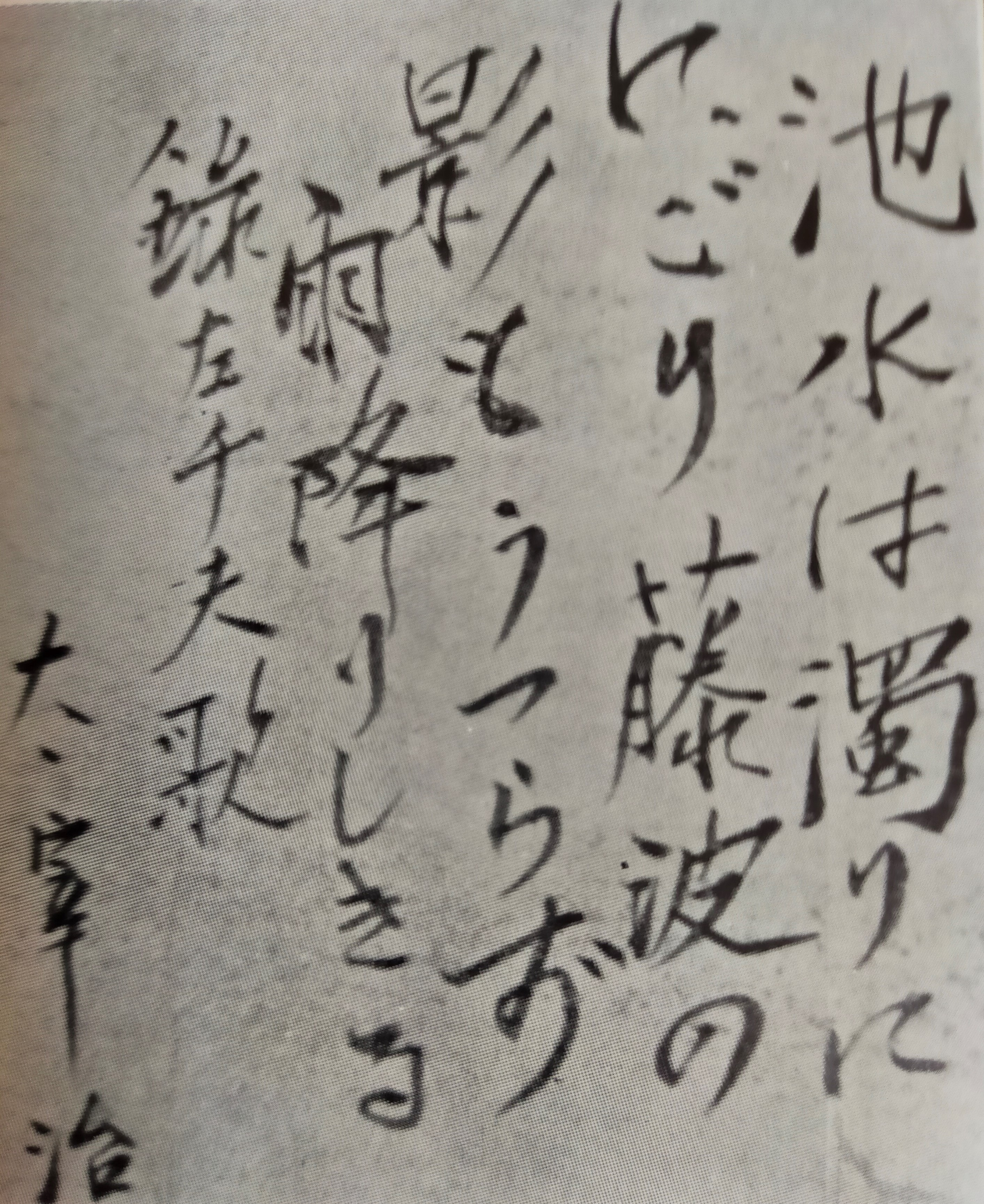
太宰治が友人の伊馬春部に遺した伊藤左千夫作短歌の色紙。

池水は濁りににごり藤波の影もうつらず雨降りしきる（いけみずは にごりににごり ふじなみの かげもうつらず あめふりしきる）は、伊藤左千夫が1901年に詠んだ短歌であり、1948年6月13日に自殺した太宰治が、友人の伊馬春部に遺した色紙に記されていたことで知られている。

## 制作の背景と発表

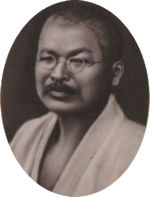
伊藤左千夫

伊藤左千夫は、1893年より知人から学んだ短歌を詠むようになったが、当初は古今和歌集の流れをくむ月並調の伝統的な短歌を詠んでいた。その後、桐廼舎桂子（きりのやかつらこ）から万葉調の和歌を学んだ。1900年1月、左千夫は正岡子規に出会う。子規に傾倒した左千夫は子規主催の歌会の常連となり、弟子となった。子規は写生を基本として短歌を詠むことを唱えており、左千夫もまた、写生の理念に基づいて短歌や小説を書くようになった。
子規は晩年、肺結核に苦しみ、思うようにものが書けないと嘆きながらも優れた短歌を生み出した。1901年4月28日、病床の子規は
に代表される、藤を題材とした短歌の連作を詠む。
子規が藤を題材とした短歌を詠んでからさほど間を置かずして、左千夫は自宅近くの亀戸天神に藤の花を見に行き、やはり藤を題材とした短歌の連作を詠んだ。
連作には
と、「藤の花の季節が終わる頃、もう一度藤の花を見たいと思っていたら、友人から雨で無ければ明日の午後に行きますとの連絡があり、嬉しく思いながら待っていたものの、当日は朝から雨が降り続き友人は来ず、くやしさと退屈さから、雨の中一人亀戸天神へ行った」との説明がされている。
左千夫の藤の連作は10首であり、「池水は濁りににごり藤波の影もうつらず雨降りしきる」は4首目であった。左千夫の短歌は子規の藤の連作を意識しながら制作されたものと考えられている。当時、左千夫は藤の花の他にも子規が牡丹の花を詠んだ後に牡丹の連作を詠むなど、子規から短歌の素材から発想方法、そして表現や技法をなぞるように学んでいた。
1900年5月に子規が制作した雨中の松を詠んだ10首の歌をヒントにして、左千夫は「短歌連作論」を提唱するようになった。これは子規の手法を学んでいく中で、子規の詠んだ10首をヒントにして、短詩型である短歌の宿命として1首では語り尽くせない感動を、連作によって表現しようとするものであった。藤の連作10首は「短歌連作論」に基づく作品であり、左千夫は晩年に至るまで連作を詠み続けていく。また本作は前述の子規の「瓶にさす藤の花ぶさみじかければたたみの上にとどかざりけり」の他に、万葉集の大伴家持の和歌、「池水に影さへ見えて咲きにほふ馬酔木の花を袖にこきれな」も念頭に置いて作歌したとの説がある。
左千夫が詠んだ藤の連作10首は、1901年7月1日に刊行された「心の花」4の7紙上に、「をりをりの歌」を総題として長歌「紙鳶」とその反歌、連作である「牡丹」とともに掲載された。左千夫は1913年7月30日に亡くなったが、生前、歌集が発表されることはなかった。左千夫の死後、1920年9月に春陽堂から左千夫全集の第一巻として「左千夫歌集」が刊行され、その後1931年1月には岩波書店から「増訂左千夫歌集」が刊行された。

## 評価と解釈
1944年に刊行された斎藤茂吉、土屋文明編による『左千夫歌合評』では、7人の評者により当作品の評価がなされている。力強さに欠け、高く評価することが出来ない作であるとの評価もあるが、わかりやすく調子の整った万人受けする歌である、落ち着きがあるすっきりした歌である、自然を確実に捉えている、との好評価もある。また斎藤茂吉は行き届いた写生の味がある短歌と評価し、土屋文明ら多くの論者は師である正岡子規からの影響の深さを指摘している。
また土屋文明は「濁りににごり」という語の繰り返しに旧来の和歌からの影響が残っており、「影もうつらず」の表現にもややくどさが見られるとしている。他の論者からも「雨降りしきる」の表現に隙があるとして、技巧上の難点の指摘がある。その一方で土屋文明は「左千夫としての世界、左千夫とその調べ」があると、その独自性にも注目している。

### 戦後の評価、解釈
土屋文明は、藤の連作は状況を短歌の表現に落とし込もうとする努力の跡が十分に窺われ、いまだ子規の模倣の範疇に留まっているとはいえ、特に見劣りするような作品ではなく後の世まで残ったと評価している。岡井隆は、一息に太々と詠み下した歌であるとしており、永田和宏は、晴れた日に水面に映る藤は歌にするとかえって平板なものになりやすいが、左千夫はむしろ降りしきる雨の中の藤の姿に創作意欲を掻き立てられたと見ていて、「濁りににごり」にこの句の重点があると指摘し、写生派歌人の面目を示していると評価している。
近藤芳美は、左千夫は子規を懸命に学ぼうとしたものの、結局子規の「写生」を理解することはなく、むしろ子規の影響を超えたところに左千夫の本質があったと考えている。藤の連作の中で「池水は濁りににごり藤波の影もうつらず雨降りしきる」は、作者左千夫の暗く重苦しい息づかいが感じられるという際立った特徴を持っており、子規には見られない主情的なものが潜んだ作品であると見なしている。そして伊藤左千夫は、短歌の本質は「人間」であり「人生」にある、との信念を持ち続けた歌人であり、本作には生きることを模索していく中での左千夫の心の声が潜んでいると評価している。
島内景二は、池水の濁りによって藤の花は映らないけれども、その濁りの向こうにある美しい藤の花を見ているとし、それは濁りや汚さを突き抜けたところにある美しい真実を描写するという、左千夫が求める写生を具現した短歌であると評価している。また子規の短歌に触発されて制作された本作において、藤の花は左千夫の師である子規の短歌、そして子規が主導する歌壇を象徴しているとともに、結核に苦しむ子規の姿も投影されているとの解釈もある。
一方、伊馬春部は平凡な歌であると評価し、中井英夫もまた、何ら深い意味などない、平凡な梅雨風景の写生であるとしている。

## 太宰治の自殺と色紙

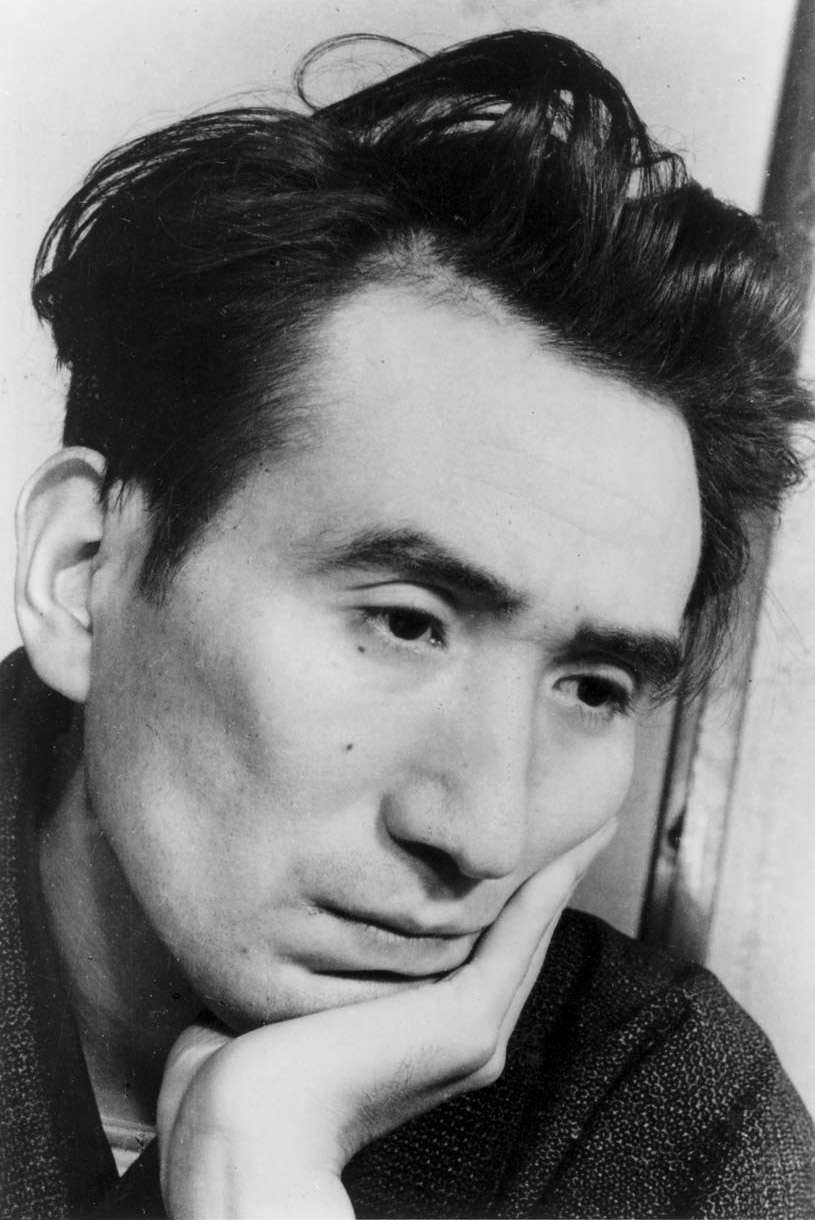
太宰治

晩年の太宰は短歌への関心を深めていた。死の前年である1947年、伊馬とともに熱海旅行に行った際には、短歌というものは子規の「瓶にさす藤の花ぶさみじかければたたみの上にとどかざりけり」のようなものだと思う、との自説を述べた上で、伊馬と歌論について語り合った。また太宰は伊藤左千夫の短歌を特に好み、歌集を繰り返し読んでいた。死去時、太宰の机上にあった6冊の本のひとつが斎藤茂吉、土屋文明編の「左千夫歌集合評」であった。
太宰治は1948年6月13日深夜、山崎富栄とともに玉川上水に入水して心中する。1947年春頃から太宰と山崎富栄は交際を始め、心中前は山崎富栄の部屋でほぼ同居状態になっており、そこで小説の執筆を行っていた。6月14日午後になって、山崎富栄が部屋から出てこないことを不審に思った家主の野川アヤノが山崎富江の部屋を開けてみたところ、机の上に
と書かれた色紙が置かれ、色紙の裏には「伊馬様」と、友人の伊馬春部宛に遺す旨が鉛筆で記されていた。友人宛の太宰治の遺書として用いられたことによって当作品の知名度は上がり、広く知られるようになった。

## 太宰の死との関連性

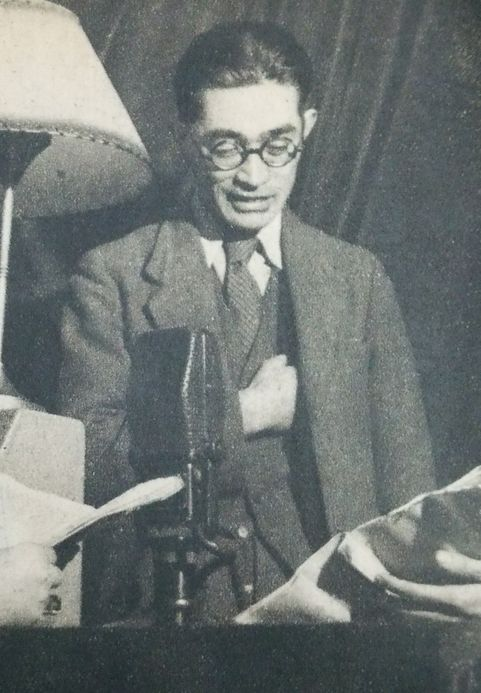
伊馬春部

太宰治から色紙を贈られた相手である伊馬春部は、前述の1947年の熱海行きでの出来事の記憶が、「池水は濁りににごり藤波の影もうつらず雨降りしきる」を書き遺した背景にあるのではと推測した。その上でこの歌が太宰の煩悶と重なり合い、生身の太宰が迫ってくるようであり、晩年、太宰の身も心も濁りににごってしまったと指摘している。中西進もまた太宰治本人を池水に譬えていて、濁った水は太宰の混濁した意識、藤波の影がうつらないのは小説を書けなくなったことを象徴しているとしている。
また華やかなものでもなく、寂寥感漂うものでもない、いわば中間的な「もののあわれ」を好んだ太宰の感性と上手く合致したことがこの短歌を選んだ理由ではないかとの推測もある。
島内景二はこの短歌を書き遺した背景には、死を前にして太宰は、濁り、汚れた世界の向こうにある美しい真実の世界を求めた左千夫の短歌に触発され、曇った心の向こうにある美しい真実の世界を見たいとの願いがあったのではないかとしている。
日置俊次は、濁りににごった池水は重度の結核に冒された太宰の肉体を象徴するとともに、妻への遺書に小説家仲間への絶望を記した太宰にとって、濁りににごり、荒涼とした世界である文士村の比喩でもあったとする。そして太宰の胸の奥には美しい藤の花のような文章があるのにもかかわらず、濁った水には花影が映ることもなく、いつしか花が散ってしまうことを悲しんでいるとも捉えている。また文壇には子規の短歌のオマージュを受けて制作された左千夫の短歌にあるような、敬意によって結び付けられた関係性が欠如していることを嘆く気持ちも投影されているのではないかと推測している。
近藤芳美は、生きることに疲れ、死の世界へと逃れようとした太宰の思いに通じるものがあったのではとした上で、生きることを模索していく中での左千夫の心の声が潜んでいる本作を、生きることに耐えられなくなった太宰の魂は、自分の言葉のように感じられたのではと推測している。
一方中井英夫は、伊藤左千夫の歌そのものは元来何の変哲もない一首に過ぎないものの、太宰が心から憎んだ人間の汚さ、けち臭さ、陰謀、嫉視に取り囲まれながら、いつか藤の花が高貴な光を映し出すと信じていたにもかかわらず、その希望を叩きのめすかのように降りしきる雨についに耐えきれなくなった救いようもない心性、病み疲れた精神を余すところなく現わしているとして、太宰の死によって恐ろしいまでに象徴化され、遺書としては名歌であると評価している。